# Torneo di qualificazione europeo al World Grand Prix 2011
Il torneo di qualificazione europeo al World Grand Prix 2011 si è svolto da 17 al 22 settembre a Cagliari, in Italia. Alla competizione hanno partecipato 6 squadre nazionali europee e le prime tre classificate si sono qualificate al World Grand Prix 2011.

## Squadre partecipanti
- Bulgaria
- Germania
- Italia
- Paesi Bassi
- Russia
- Turchia

## Podio

### Campione
Formazione: 2 Kathleen Weiß, 3 Denise Hanke, 4 Kerstin Tzscherlich, 6 Saskia Hippe, 8 Kathy Radzuweit, 9 Corina Ssuschke, 10 Anne Matthes, 11 Christiane Fürst, 12 Heike Beier, 14 Margareta Kozuch, 15 Maren Brinker, 17 Lisa Thomsen, CT: Giovanni Guidetti

### Secondo posto
Formazione: 1 Marija Borodakova, 2 Lesja Machno, 3 Marija Duskrjadčenko, 5 Ljubov' Sokolova, 7 Svetlana Krjučkova, 8 Natalija Hončarova, 11 Ekaterina Gamova, 12 Vera Uljakina, 13 Evgenija Starceva, 14 Ekaterina Kabešova, 15 Tat'jana Košeleva, 16 Julija Merkulova, CT: Vladimir Kuzjutkin

### Terzo posto
Formazione: 1 Chiara Di Iulio, 3 Ilaria Garzaro, 5 Giulia Rondon, 6 Enrica Merlo, 8 Jenny Barazza, 11 Serena Ortolani, 12 Francesca Piccinini, 13 Valentina Arrighetti, 14 Eleonora Lo Bianco, 15 Antonella Del Core, 16 Lucia Bosetti, 17 Simona Gioli, CT: Massimo Barbolini

## Classifica finale
| Classifica | Squadre     | Qualificazione        |
| ---------- | ----------- | --------------------- |
|            | Germania    | World Grand Prix 2011 |
|            | Russia      | World Grand Prix 2011 |
|            | Italia      | World Grand Prix 2011 |
| 4          | Turchia     |                       |
| 5          | Paesi Bassi |                       |
| 6          | Bulgaria    |                       |